# Economia de les Illes Balears
L'economia de les illes Balears està centrada principalment en el turisme i la construcció.
En 2021 les Illes Balears s'havien convertit en la comunitat de l'estat espanyol on menys havia crescut el Producte interior brut (PIB) per càpita en els darrers 45 anys a causa de la baixa productivitat del turisme, caient de la segona posició a la desena posició entre les comunitats, entre 2000 i 2020.

## Geografia humana
Les Illes Balears comprenen una superfície de 4.992 km², i les seves costes tenen una longitud total de 1.428 quilòmetres. L'any 2009 tenia 1.094.972 habitants. La seva densitat mitjana aproximada és de 221 habitants per km², està molt per sobre de la mitjana espanyola (93 h/km²). La seva taxa d'immigració és creixent.
Gairebé el 40% de la població de les Balears viu a la ciutat de Palma, la qual amb 405.318 habitants (2009) és la desena ciutat més poblada de l'Estat espanyol. A les Balears no hi ha cap altra ciutat amb més de 40.000 habitants però n'hi ha 15 amb més de 10.000. Només dos municipis tenen menys de 500 habitants. En general, històricament, les Balears han estat més densament poblades que la mitjana de la península Ibèrica, encara que l'estructura demogràfica d'aquestes illes data de mitjan segle XX i està associada amb el turisme. Fins a la dècada de 1960 les Balears tenien una taxa neta d'emigració però des d'aleshores ho ha estat la d'immigració.
A partir de la dècada de 1980 va començar a ser important la població estrangera establerta a les Balears, en general es tracta de jubilats i de les persones joves que els ofereixen serveis i la seva procedència majoritària és d'Alemanya, Regne Unit i França. A partir de la dècada de 1990 hi van començar a arribar estrangers de països en via de desenvolupament econòmic per a treballar principalment en el sector del turisme, desplaçant-ne la mà d'obra d'origen espanyol.

## Agricultura i silvicultura
L'any 2021 l'agricultura només representava el 0,5% del PIB de les Balears i donava ocupació al 0,79% de la població activa, en canvi en 2009 l'agricultura representava l'1% del PIB i l'1,4% de l'ocupació.
Balears ha estat tradicionalment una zona agrícola i ramadera que en gran part estava dominada, era molt diversa i dedicada a l'autoconsum, per la problemàtica de la insularitat. Les comunicacions amb la península no es van fer regulars fins al segle xix, el 1837 amb Mallorca i encara més tard amb la resta de les illes. George Sand narra, per exemple, com ella i Frederic Chopin anaven de Mallorca a Barcelona en un vaixell ple de porcs on es donava més importància a la comoditat dels porcs que a la dels (pocs) passatgers. A partir de l'auge del turisme van decaure els conreus tradicionals de secà i de tipus mediterrani (cereals, vinya, olivera) el regadiu amb aigües subterrànies era i és força escàs.
En l'actualitat, l'agricultura és una activitat secundària, amb pocs agricultors dedicats a temps complet, la majoria ho fan a temps parcial, la majoria dels aliments que es consumeixen per la població resident i els turistes prové de fora (incloent la major part de l'oli d'oliva).
Els conreus llenyosos dominen actualment el paisatge agrícola, entre ells els ametllers, figueres, garrofers (garrovers) i en menor mesura l'olivera, la vinya i altres fruiters de secà com els albercoquers (que en la seva major part es dediquen a fer-ne orellanes). El secà representa el 93% de la superfície agrària de les Illes. En el regadiu, són cèlebres les patates de Sa Pobla junt amb altres hortalisses de clima mediterrani càlid (termomediterrani) com són les albergínies.
La majoria de les explotacions agrícoles són d'explotació privada i en règim d'explotació directa. Entre els indirectes hi ha l'arrendament l'aparceria (amb un pes notable a Menorca) i la masoveria (aquesta última ha anat molt a la baixa).
L'explotació forestal té molt poca importància, la majoria dels boscos són de pi blanc de molt poc valor econòmic encara que de molt impacte en el paisatge. Els pins blancs de les Balears pertanyen, a més de a la varietat general a una varietat botànica pròpia (varietat ceciliae). Els incendis són freqüents i tendeixen a augmentar amb els anys per la pèrdua d'interès en l'explotació forestal. Als boscos i pastures arbrades i arbustives hi pasturen els ramats d'ovelles i de porcs, l'anomenat pa de porc és una planta del gènere Cyclamen molt cercada pels porcs. Tanmateix, la ramaderia de les Balears ha perdut gran part de la seva antiga importància i a més no està integrada amb l'agricultura, només a Menorca sí que són importants les vaques de llet lligades amb pastures artificials (encloa) o naturals.

## Pesca
La pesca a les Balears sempre ha estat una activitat secundària. El volum desembarcat és molt baix però a vegades de gran qualitat (llagostes). El litoral de les illes balears és pobre en recursos pesquers cosa agreujada per la contaminació marina i la sobreexplotació pesquera. La flota pesquera està composta de barques relativament petites i de caràcter familiar. El principal port és el de Palma seguit a Mallorca pel d'Alcúdia i el d'Andratx, a Menorca els de Maó i Ciutadella i el port d'Eivissa.

## Construcció
La construcció, producte del creixement turístic, que l'any 2021 donava feina al 8,86% de la població, i el 2009 representava el 9,4% del seu PIB.

## Indústria
La indústria l'any 2021 donava feina al 6,43% de la població,
Les illes Balears van començar el seu procés d'industrialització a mitjans del segle xix, vinculat a la mecanització de les activitats artesanals, però l'impacte del turisme va afectar negativament la major part de la indústria tradicional, com va passar també en l'agricultura. Tanmateix són notables els productes tèxtils i el calçat i també la joieria. La principal activitat industrial balear és la construcció, producte del creixement turístic. La segueixen el tèxtil, el cuir i el calçat, la indústria química, l'alimentació, la fusta, les arts gràfiques i la indústria metàl·lica. Menorca és l'illa més industrialitzada, superant fins i tot Mallorca. Assumeix gairebé la meitat de tota la indústria de les Balears.
La indústria alimentària es dedica especialment al sector carni (embotits, congelats) i els lactis (formatges). A Binissalem es fa vi. En els licors són típics el palo i les herbes de Mallorca, el frigola d'Eivissa o la ginebra de Menorca, que data dels temps de la dominació britànica. Les ensaïmades han estat la preparació pastissera més popular.
La indústria tèxtil és la més antiga i la que va tenir més fama. Les mantes de llana de Palma i Esporles i els teixits de cotó (mil ratlles) s'exportaren. Les fàbriques de calçat es desenvoluparen a Inca, Alaró i Llucmajor, a Mallorca, i Alaior i Ciutadella a Menorca. El principal centre de fabricació de mobles de fusta és a Manacor. Les perles d'imitació es fan a Manacor i Felanitx (Majorica).

### Mineria i energia

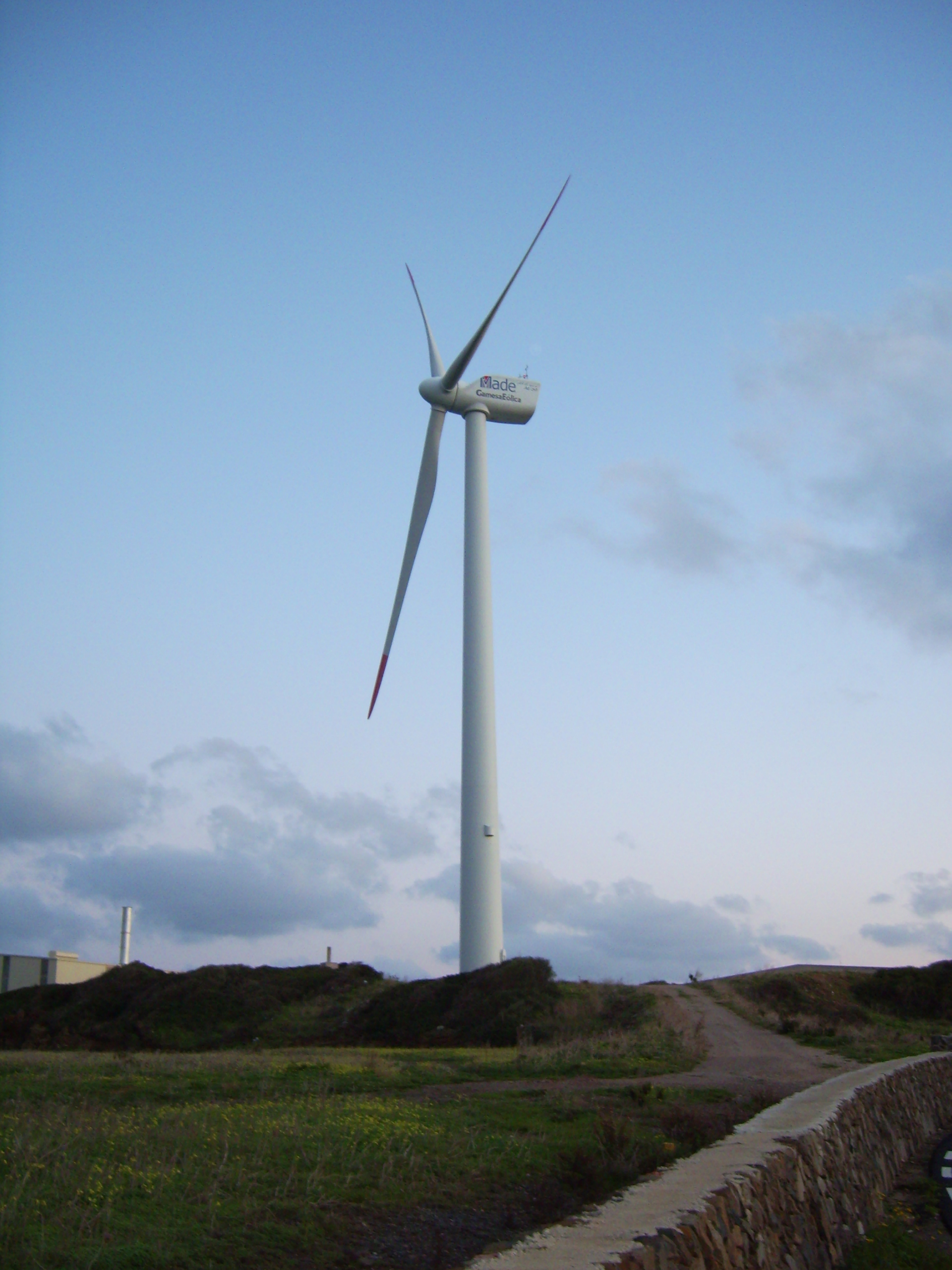
Parc eòlic es Milà

El territori balear és pobre en recursos minerals. Hi ha coure, òxids de ferro i galena argentífera que ja fa temps que no s'exploten. La pedra calcària es fa servir per fer ciment i també hi ha guix. Hi ha una petita mina de lignit a Alaró, Selva, Alcúdia; en el Pla (Sineu); i en les Serres de Llevant (Felanitx, Manacor). Es va fer servir per als forns de ceràmica i cimenteres; i des del 1955 per la central elèctrica d'Alcúdia. Actualment només s'exploten tres mines de lignit. Tenen més importància les pedreres de pedra calcària, argila, molassa, marga, i sobretot de sorra.
L'explotació de la sal va tenir una importància crucial, des de temps púnics, i encara en té econòmicament. Hi ha salines a Mallorca (salines de Llevant), Formentera i Eivissa. Les fonts d'aigua mineral es troben a Mallorca i Eivissa.
La major part de l'electricitat s'obté per via termoelèctrica. L'energia eòlica està augmentant. Entre Mallorca i Menorca hi ha un cable submarí que transporta energia. Mallorca té quatre centrals termoelèctriques, la del Murterar (Alcúdia), la de Sóller, la de Son Molines i la de Sant Joan de Déu. Menorca té la seva central a Maó i Eivissa a la seva capital. Aquesta central proporciona electricitat a Formentera per un cable submarí. A Son Molines es fabrica gas, però els productes derivats del petroli s'importen ja refinats.

## Sector terciari

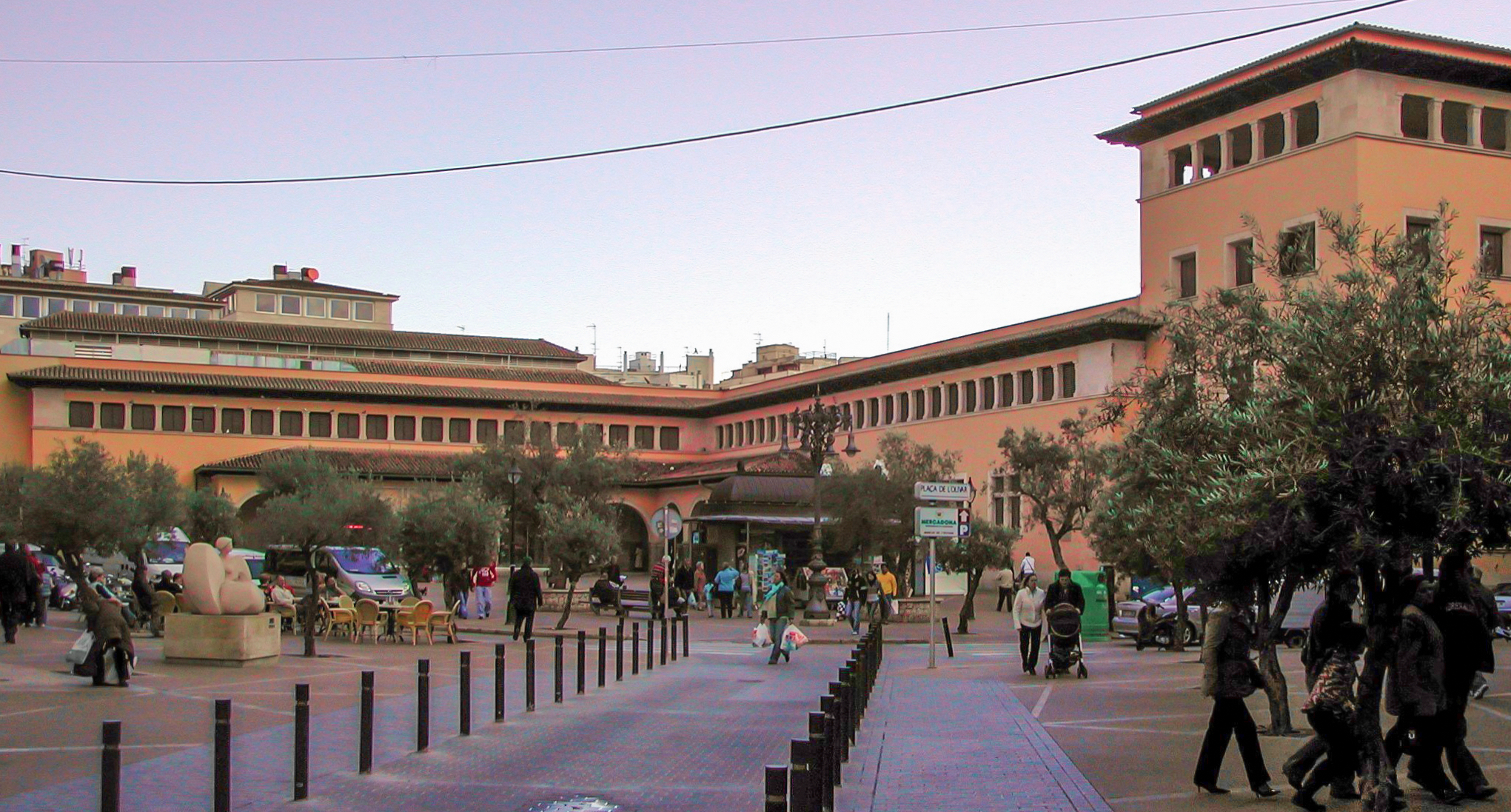
Mercat de l'Olivar

Actualment el sector terciari representa més del 80% del PIB de les Balears i el 83,92% de l'ocupació en 2021. Fonamentalment es deu al sector turístic però també la banca, les assegurances, l'Administració Pública, el transport i el comerç. La baixa productivitat del turisme, caient de la segona posició a la desena posició entre les comunitats, entre 2000 i 2020.
El transport aeri des de i cap a les Balears, l'any 2009, va ser de 28 milions de passatgers i de 22.845 tones de productes. El transport marítim va tenir 4 milions de passatgers i 11.866 tones de mercaderies.
El comerç és un sector molt dinàmic. Al costat del comerç al detall familiar s'han desenvolupat grans cadenes comercials.
En el comerç exterior, l'any 2009, les exportacions representaren el 4,5% del PIB i les importacions el 5% del PIB.
El turisme és el principal sector econòmic des de la dècada de 1960 quan comença el turisme de masses. El turisme contribueix en un 85% al Producte interior brut de les Balears. El nombre de turistes que hi van arribar el 2009 va ser d'11,6 milions de persones amb 46 milions de pernoctacions. Tanmateix la forta dependència del turisme que tenen les Balears també és un repte important.

## Majors empreses
El 2015, les empreses de les Illes Balears amb vendes superiors a 500.000.000 d'euros eren Air Europa, Hotelbeds, Hotelbeds Product, Halcón Viajes, Barceló Viajes, Endesa i Melià Hotels International.